# Ki Hong Lee
Ki Hong Lee (Seul, 30 settembre 1986) è un attore sudcoreano naturalizzato statunitense.
È noto per aver interpretato il ruolo di Minho nei film di Maze Runner e di Paul in Le nove vite di Chloe King.

## Biografia
All'età di 6 anni è andato con la famiglia ad Auckland, in Nuova Zelanda, dove ha imparato l'inglese. All'età di 8 anni, si trasferisce a Los Angeles. Ha studiato all'Università della California - Berkeley dal 2008 al 2012, dopodiché, ha lavorato al ristorante dei suoi genitori.

### Vita privata
Ki Hong Lee ha sposato Hayoung Choi il 7 marzo 2015. Choi aveva interpretato la nuova ragazza del personaggio dell'attore nel cortometraggio del 2013 She Has a Boyfriend.

## Carriera
Lee ha iniziato a recitare alla scuola media, esibendosi in piccole scene, crescendo ed amando il palcoscenico mantenendo una passione per il teatro. Debutta sul palcoscenico in "Wrinkles" presentato dalla East West Players e diretto da Jeff Liu rimanendo aperto dal 16 febbraio 2011 al 13 marzo 2011 presso il David Henry Hwang Theater, nel centro di Los Angeles. Dal 2010, Lee ha recitato in molte serie televisive diverse come Victorious, La vita segreta di una teenager americana e Modern Family prima di ottenere un ruolo principale in Le nove vite di Chloe King.
Dal 2011, Lee ha collaborato con la Wong Fu Productions (WFP).
Il 18 aprile 2013, Wes Ball ha annunciato via Twitter che Lee era stato lanciato nell'adattamento cinematografico del romanzo di fantascienza Maze Runner - Il labirinto come Minho, l'Intendente dei Velocisti responsabile della perlustrazione e mappatura del labirinto. Questo è stato il debutto cinematografico di Lee. Riprende il ruolo nel sequel intitolato Maze Runner - La fuga, uscito il 18 settembre 2015.

## Filmografia

### Cinema
- Yellow Face, regia di Jeff Liu (2013)
- Maze Runner - Il labirinto (The Maze Runner), regia di Wes Ball (2014)
- Effetto Lucifero (The Stanford Prison Experiment), regia di Kyle Patrick Alvarez (2015)
- Everything Before Us, regia di Wesley Chan, Philip Wang (2015)
- Maze Runner - La fuga (Maze Runner: The Scorch Trials), regia di Wes Ball (2015)
- Wish Upon, regia di John R. Leonetti (2017)
- Maze Runner - La rivelazione (Maze Runner: The Death Cure), regia di Wes Ball (2018)

### Televisione
- Victorious - serie TV, 1 episodio (2010)
- La vita segreta di una teenager americana (The Secret Life of the American Teenager) - serie TV, 1 episodio (2010)
- Modern Family - serie TV, 1 episodio (2010)
- Le nove vite di Chloe King (The Nine Lives of Chloe King) - serie TV, 10 episodi (2011)
- New Girl - serie TV, 1 episodio (2011)
- The Client List - Clienti speciali (The Client List) - serie TV, 1 episodio (2012)
- Away We Happened - miniserie TV (2012)
- Always You - miniserie TV (2012)
- MotherLover - serie TV, 6 episodi (2012)
- Blue Bloods - serie TV, episodio 4x04 (2013)
- NCIS - Unità anticrimine (NCIS) - serie TV, episodio 11x15 (2014)
- The Whispers - serie TV, 1 episodio (2015)
- Unbreakable Kimmy Schmidt - serie TV, 8 episodi (2015-2016)
- Grid – serie TV (2022)

## Doppiatori italiani
Nelle versioni in lingua italiana dei suoi lavori, Ki Hong Lee è stato doppiato da:
- Stefano De Filippis in Le nove vite di Chloe King, Maze Runner - Il labirinto, Maze Runner - La fuga, Maze Runner - La rivelazione
- Alex Polidori in Blue Bloods
- Alessandro Campaiola in NCIS - Unità anticrimine
- Alessio Puccio in Unbreakable Kimmy Schmidt
- Manuel Meli in Wish Upon